# Skrzela (nurkowanie)
Sztuczne skrzela to rodzaj wirówki o dużej prędkości obrotowej, która obniża ciśnienie wody morskiej w małej zamkniętej komorze. Pozwala to rozpuszczonemu w wodzie powietrzu oddzielić się - tak jak pod wpływem obniżonego nagle ciśnienia wydziela się dwutlenek węgla w odkręconej butelce z gazowanym napojem. Uzyskane powietrze nadaje się już do oddychania. 
Przez urządzenie musi przepłynąć około 200l wody na minutę, aby zaspokoić przeciętne spoczynkowe zapotrzebowanie na tlen dorosłego człowieka. Przy wysiłku ilość produkowanego tlenu musi wzrosnąć. 
Wadą urządzenia jest gorsza wydajność w wodzie o obniżonej zawartości tlenu oraz w zbiornikach wodnych z rozpuszczonymi gazami trującymi np. siarkowodorem.
Urządzenie opracowywane jest przez izraelskiego wynalazcę Alona Bodnera.